# Sozialistische Republik Serbien
Die Sozialistische Republik Serbien (serbokroatisch Социјалистичка Република Србија Socijalistička Republika Srbija; bis 1963 Volksrepublik Serbien, serbokroatisch Народна Република Србија Narodna Republika Srbija) war von 1943 bis 1990 eine Teilrepublik der Sozialistischen Föderativen Republik Jugoslawien. Sie war die flächenmäßig größte und bevölkerungsreichste Teilrepublik und ihre Hauptstadt Belgrad war zugleich auch die Hauptstadt der SFR Jugoslawien. Gemessen am Anteil des jugoslawischen Bruttoinlandsprodukts war Serbien  einschließlich seiner autonomen Provinzen Vojvodina und Kosovo die Teilrepublik mit der höchsten Wirtschaftsleistung und stand gemessen am BIP pro Kopf an dritter Stelle der Teilrepubliken. Sie war die Vorgängerin der heutigen Republik Serbien und wurde vom Bund der Kommunisten Serbiens beherrscht.

## Geschichte
Noch während des Zweiten Weltkrieges wurde Jugoslawien am 29. November 1943 als sozialistischer Staat neu gegründet. Die Volksrepublik Serbien wurde eine von sechs Teilrepubliken in Jugoslawien. Mit der Verfassung von 1963 wurde sie – wie die anderen Teilrepubliken – in „Sozialistische Republik“ umbenannt. 1974 wurden die bereits seit der jugoslawischen Verfassung von 1946 bestehenden Rechte der beiden autonomen Provinzen Vojvodina sowie Kosovo und Metochien maßgeblich erweitert, so dass diese weitgehende politische Selbstständigkeit erhielten.
Nach dem Tod Titos im Jahr 1980 und der Zunahme von albanischem und serbischem Nationalismus im Kosovo, gab es Uneinigkeiten im Bund der Kommunisten, wie darauf zu reagieren sei. Eine Gruppe unter der Leitung von Slobodan Milošević unterstützte die serbischen Nationalisten im Kosovo um dessen Autonomie aufzuheben.
1989 übernahm Milošević das Präsidentenamt der Teilrepublik Serbien und wurde 1990 bei den ersten freien Wahlen seit dem Zweiten Weltkrieg mit 65 Prozent der Wählerstimmen im Amt bestätigt. Eine der ersten Amtshandlungen war die Aufhebung der Autonomie für die Provinzen Kosovo und Vojvodina im Rahmen der „antibürokratischen Revolution“. In der Folge kam es zu schweren ethnischen Spannungen und schließlich zum Zusammenbruch des Bundes der Kommunisten Jugoslawiens und von Jugoslawien 1991.
Nach 1990 wurde der Staat als Republika Srbija (Republik Serbien) bezeichnet und war bis 2003 ein Teil der Bundesrepublik Jugoslawien, sowie ab 2003 Teil des Staates Serbien und Montenegro bis zum Jahr 2006, als die Föderation mit Montenegro aufgelöst wurde.

## Bevölkerung
Bei der Volkszählung 1971 betrug die Gesamtbevölkerung 8.446.591. Die größten Bevölkerungsgruppen waren dabei: 6.142.071 Serben (72,71 %), 984.761 Albaner (11,66 %), 430.314 Ungarn (5,10 %), 184.913 Kroaten (2,19 %), 154.330 Muslime (1,83 %) und 123.824 Jugoslawen (1,47 %).
Bei der Volkszählung 1981 betrug die Gesamtbevölkerung 9.313.677 und setzte sich aus folgenden ethnischen Gruppen zusammen: 6.331.527 Serben (67,96 %), 1.303.032 Albaner (13,99 %), 441.941 Jugoslawen (4,75 %), 390.468 Ungarn (4,19 %) und 215.166 Muslime (2,31 %).

## Politik

### Politische Gliederung

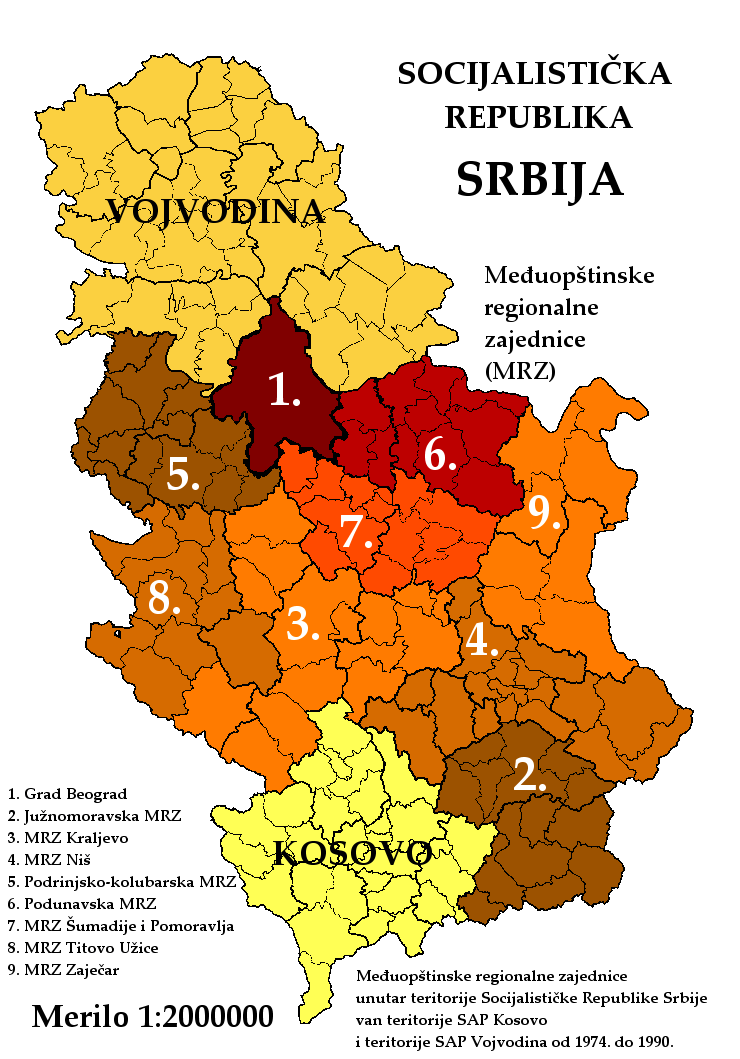
Politische Gliederung der SR Serbien von 1974–1992

Innerhalb der Sozialistischen Republik Serbien existierten seit 1974 zwei autonome Provinzen, Vojvodina und Kosovo und Metochien. Die dazwischen liegende Region Zentralserbien (auch Engeres Serbien genannt) hatte keine eigene administrative Verwaltung und unterstand direkt der Regierung der SR Serbien. Bis auf die umstrittene Unabhängigkeitserklärung von Kosovo 2008 entspricht dies auch der politischen Gliederung der heutigen Republik Serbien.

### Präsidenten
Folgende Personen waren Präsident der SR Serbien:
- Siniša Stanković (7. April 1945 – März 1953)
- Petar Stambolić (Dezember 1953 – April 1957)
- Jovan Veselinov (April 1957 – 26. Juni 1963)
- Dušan Petrović (26. Juni 1963 – 6. Mai 1967)
- Miloš Minić (6. Mai 1967 – 6. Mai 1969)
- Dragoslav Marković (6. Mai 1969 – 19. April 1974)
- Živan Vasiljević (19. April – 6. Mai 1974)
- Dragoslav Marković (6. Mai 1974 – 5. Mai 1978)
- Dobrivoje Vidić (5. Mai 1978 – 5. Mai 1982)
- Nikola Ljubičić (5. Mai 1982 – 5. Mai 1984)
- Dušan Čkrebić (5. Mai 1984 – 5. Mai 1985)
- Ivan Stambolić (5. Mai 1985 – 14. Dezember 1987)
- Petar Gračanin (14. Dezember 1987 – 20. März 1989)
- Ljubiša Igić (20. März – 8. Mai 1989) (kommissarisch)
- Slobodan Milošević (8. Mai 1989 – 28. September 1990)

### Premierminister
Folgende Personen waren Premierminister der SR Serbien:
- Jaša Prodanović (7. März 1945 – 9. April 1945)
- Blagoje Nešković (9. April 1945 – 5. September 1948)
- Petar Stambolić (5. September 1948 – 16. Dezember 1953)
- Jovan Veselinov (16. Dezember 1953 – 6. April 1957)
- Miloš Minić (6. April 1957 – 9. Juni 1962)
- Slobodan Penezić Krcun (9. Juni 1962 – 6. November 1964)
- Stevan Doronjski (6. November 1964 – 17. November 1964) (kommissarisch)
- Dragi Stamenković (17. November 1964 – 6. Juni 1967)
- Đurica Jojkić (6. Juni 1967 – 7. Mai 1969)
- Milenko Bojanić (7. Mai 1969 – 6. Mai 1974)
- Dušan Čkrebić (6. Mai 1974 – 6. Mai 1978)
- Ivan Stambolić (6. Mai 1978 – 5. Mai 1982)
- Branislav Ikonić (5. Mai 1982 – 6. Mai 1986)
- Desimir Jevtić (6. Mai 1986 – 5. Dezember 1989)
- Stanko Radmilović (5. Dezember 1989 – 28. September 1990)